# Editora Mino
Mino é uma editora brasileira especializada em publicação de quadrinhos. Foi fundada em 2014 por Janaína de Luna e Lauro Larsen. Seus primeiros títulos foram L’amour: 12 oz., de Luciano Salles, e Lavagem, de Shiko. Em 2016, ganhou o Troféu HQ Mix de editora do ano.